# Everybody Wants Some!!
Everybody Wants Some!! (с англ. — «Все Хотят Немного!!») — песня Американской хард-рок группы Van Halen, второй трек с альбома Women and Children First.

## О песне
Песня изобилует экспериментальными функциями, включая введение интро, имитировшего «джунгли» и некоторые новые методы игры на гитаре от гитариста Эдди Ван Халена. Барабанно-вокальная интерлюдия или секция срыва имеет импровизированное ощущение, со словесным диалогом Дэвида Ли Рота; например, он начинает секцию словами «Мне нравится…», прежде чем его обрывает Эдди, ударяя по гитарному аккорду. В самом конце песни Рот говорит: «Слушай, я тебе за это заплачу, какого хрена?». Однако песня затихает там, где не слышно непристойностей.
«Everybody Wants Some!!» была основным концертным материалом на протяжении всего тура 1984 года, и продолжала быть на концертах после того, как Дэвид Ли Рот покинул Van Halen. Часто группа останавливалась на середине песни, и Рот несколько минут болтал с толпой, прежде чем закончить песню. В более поздние годы, с их более поздними солистами, Van Halen будет использовать открывающий барабанный бой из этой песни в качестве вступления к Panama.
«Everybody Wants Some!!» была показана в комедии 1985 года Better Off Dead, во время эпизода с участием поющего, играющего на гитаре гамбургера Сlaymation. В анимации Эдди кивает головой, поскольку гитара гамбургера резвится в знаменитом дизайне Франкенстрата, сделанном им самим. «Everybody Wants Some!!» также фигурирует в фильме 2009 года Zombieland и фильме 2016 года Everybody Wants Some!! который взял свое название от песни, по словам режиссера Ричарда Линклейтера.
Чак Клостерман из Vulture.com поставил её на 36 место из 131 песен Van Halen, написав, что "импровизированный рэп Рота похотлив и фетишистичен".

## Участники записи
- Дэвид Ли Рот — вокал
- Эдди Ван Хален — электрогитара, бэк-вокал
- Майкл Энтони — бас-гитара, бэк-вокал
- Алекс Ван Хален — ударные